# Przeżycie szczytowe
Przeżycie szczytowe, doznanie mistyczne – naukowy, psychologiczny termin na różnorakie głębokie przeżycia emocjonalne, podobne do tych jakie opisywali mistycy. 

## Psychologia humanistyczna
Termin doznanie szczytowe (ang. peak experience) wprowadzony został do psychologii humanistycznej przez Abrahama Maslowa. Maslow badał grupę ludzi najbardziej jego zdaniem dojrzałych i zdrowych psychicznie, pozytywnie samorealizujących się, aby ustalić jakie łączą ich cechy. Opisał tych wspólnych obszarów kilkanaście. Jedną z nich była częsta obecność przeżyć szczytowych u ludzi zdrowych, które są "momentami największego szczęścia i spełnienia".
Zdaniem Maslowa (1973, za: Głaz, 2006) każde dobrze przeżyte bytowanie ludzkiej istoty prowadzi do samoaktualizacji. Z procesem tym łączą się często  doświadczenia szczytowe inaczej mistyczne. Doświadczeniom tym towarzyszy poczucie zachwytu, uniesienia, olśnienia, a nawet ekstazy. Ludzie przeżywający takie stany doznają "pełni swojego istnienia". Mają one miejsce poza czasem i przestrzenią, są one nieumotywowane, absolutne, wręcz bezwzględne. Są one dobre i pożądane, odgrywają ważną rolę w życiu wewnętrznym człowieka. Podczas takiego doznania jednostka przeżywa stan całkowitego lecz chwilowego uwolnienia się od lęków, niepokojów, kontroli zachowań i obrony. Osoba doznająca takich przeżyć zapomina o otaczającym świecie i traci poczucie przemijania czasu, ujawnia uczucia zdumienia, zdziwienia i pokory, manifestuje uczucie czci, uniesienia i pobożności.
Przeżycia te mogą należeć do różnych kategorii – mogą to być doznania religijne, seksualne, rodzicielskie, głęboka przyjaźń, czy poczucie więzi. Mogą to być przeżycia podczas aktywności twórczej czy wrażenia estetyczne, a nawet kulinarne, stany głębokiego ukojenia np. podczas kontaktu z naturą czy wysiłku fizycznego. W trakcie doznania mistycznego człowiek ma głębokie poczucie kontaktu ze światem, jedności i jednocześnie niezależności, często pełnego zrozumienia natury świata i własnej osoby. 
Przeżycia mistyczne pojawiają się według Maslowa u wszystkich ludzi i pozostawiają niezatarte ślady w pamięci. Pamiętamy te zdarzenia jako coś jednoznacznie dobrego. Przeciętnym osobom zdarzają się one jednak rzadko. Ludziom pozytywnie samorealizującym się bardzo często, lub w ogóle widzą oni świat z perspektywy doznań szczytowych.